# محرم نویدکیا
محرم نویدکیا (زادهٔ ۱۰ آذر ۱۳۶۱) بازیکن سابق و سرمربی فوتبال اهل ایران است.
او به عنوان کاپیتان سپاهان پنج بار در لیگ‌های برتر دوم، نهم، دهم، یازدهم و چهاردهم ایران جام قهرمانی را بالای سر برده و در لیگ هفتم با این تیم به نایب قهرمانی رسیده‌است. او همچنین به همراه سپاهان چهار بار در جام‌های حذفی هفدهم، نوزدهم، بیستم و بیست و ششم قهرمانی را تجربه کرده‌است. نویدکیا با سپاهان به مقام نایب قهرمانی لیگ قهرمانان آسیا ۲۰۰۷ رسید و در جام باشگاه‌های جهان ۲۰۰۷ نیز به همراه این تیم حضور داشت.
او در دوران ملی موفق شد به همراه تیم ملی فوتبال امید ایران مدال طلای بازی‌های آسیایی ۲۰۰۲ و برنز مسابقات فوتبال غرب آسیا ۲۰۰۲ را به گردن آویزد. نویدکیا دو بار در سال‌های ۸۲–۱۳۸۱ و ۹۲–۱۳۹۱ عنوان بازیکن سال فوتبال ایران را از آن خود کرد تا اسطورهٔ فوتبال اصفهان لقب گیرد.
وی پس از حدود دو دهه فعالیت در تیم‌های ملی و به‌عنوان یکی از وفادارترین بازیکنان سپاهان اصفهان که در ایران تنها در این تیم بازی کرده و محصول این باشگاه بود، در تاریخ ۲۴ مهرماه ۱۳۹۵ در قالب هفتهٔ هشتم لیگ شانزدهم و در شهرآورد اصفهان مقابل ذوب‌آهن در ورزشگاه فولادشهر از دنیای فوتبال خداحافظی کرد.

## فوتبال باشگاهی

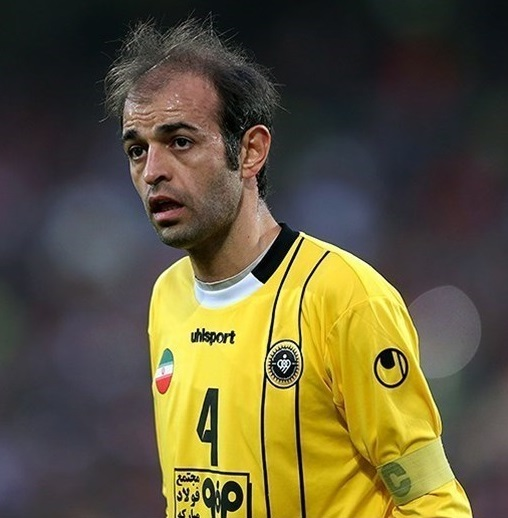
نویدکیا با پیراهن تیم سپاهان

محرم نویدکیا (راست) و برادرش رسول (چپ)

نویدکیا فوتبال خود را از تیم سپاهان آغاز کرد. او در سال ۱۳۷۷ توسط مهدی مناجاتی به تیم بزرگسالان سپاهان آمد و در نیم فصل دوم ۱۳۷۹، حمید ندیمیان برای اولین بار او را در ترکیب فیکس تیم قرار داد.
در سال ۱۳۸۱ پس از قهرمانی تیم‌ملی امید در بازی‌های آسیایی که نویدکیا در ترکیب آن فیکس بازی می‌کرد و بازگشتش از بوسان با وجود اینکه از همه هم‌تیمی‌هایش جوان‌تر بود، با پیشنهاد آرمناک پطروسیان، لئون استپانیان و مجید بصیرت و با رضایت فرهاد کاظمی بازوبند کاپیتانی تیم به عنوان هدیه به او داده شد.
نویدکیا تا سال ۱۳۸۱ در پست هافبک دفاعی بازی می‌کرد اما در این سال به پیشنهاد فرهاد کاظمی مربی وقت تیم سپاهان، او پست خود را از هافبک دفاعی به هافبک هجومی تغییر داد.
وی در سال ۱۳۸۳ به باشگاه بوخوم پیوست. در ماه‌های اول حضورش در بوخوم درخشش خوبی داشت ولی بعدها با مصدومیت‌های همیشگی خودش روبرو شد و کم‌کم جایگاه خود را در ترکیب از دست داد و در اواخر سال ۱۳۸۴ به مدت چند ماه و قرضی به باشگاه سپاهان بازگشت و در اول فصل بعد قراردادش را دائمی کرد.
نویدکیا در دومین دوره لیگ برتر برای نخستین‌بار قهرمانی با سپاهان را تجربه کرد و به عنوان جوان‌ترین کاپیتان لیگ جام قهرمانی را بالای سر برد.

### عملکرد باشگاهی
- آخرین بروزرسانی:۱ تیر ۱۳۹۵

| عملکرد باشگاهی       | عملکرد باشگاهی       | عملکرد باشگاهی       | لیگ  | لیگ | جام        | جام        | بین‌المللی | بین‌المللی | مجموع | مجموع |
| فصل                  | باشگاه               | لیگ                  | بازی | گل  | بازی       | گل         | بازی      | گل        | بازی  | گل    |
| ایران                | ایران                | ایران                | لیگ  | لیگ | جام حذفی   | جام حذفی   | آسیا      | آسیا      | مجموع | مجموع |
| -------------------- | -------------------- | -------------------- | ---- | --- | ---------- | ---------- | --------- | --------- | ----- | ----- |
| ۷۸–۱۳۷۷              | سپاهان               | لیگ آزادگان          | ۸    | ۰   |            |            |           |           | ۸     | ۰     |
| ۷۹–۱۳۷۸              | سپاهان               | لیگ آزادگان          | ۱۰   | ۰   |            |            |           |           | ۱۰    | ۰     |
| ۸۰–۱۳۷۹              | سپاهان               | لیگ آزادگان          | ۱۸   | ۰   |            |            |           |           | ۱۸    | ۰     |
| ۸۱–۱۳۸۰              | سپاهان               | لیگ برتر خلیج فارس   | ۲۴   | ۰   |            |            |           |           | ۲۴    | ۰     |
| ۸۲–۱۳۸۱              | سپاهان               | لیگ برتر خلیج فارس   | ۲۴   | ۱۲  |            |            | –         | –         | ۲۴    | ۱۲    |
| ۸۳–۱۳۸۲              | سپاهان               | لیگ برتر خلیج فارس   | ۲۲   | ۶   |            |            | ۶         | ۰         | ۲۸    | ۶     |
| آلمان                | آلمان                | آلمان                | لیگ  | لیگ | حذفی آلمان | حذفی آلمان | یوفا      | یوفا      | مجموع | مجموع |
| ۰۵–۲۰۰۴              | بوخوم                | بوندس‌لیگا            | ۰    | ۰   | ۰          | ۰          | –         | –         | ۰     | ۰     |
| ۰۶–۲۰۰۵              | بوخوم                | بوندس‌لیگا ۲          | ۱۰   | ۰   | ۲          | ۰          | –         | –         | ۱۲    | ۰     |
| ایران                | ایران                | ایران                | لیگ  | لیگ | جام حذفی   | جام حذفی   | آسیا      | آسیا      | مجموع | مجموع |
| ۸۵–۱۳۸۴              | سپاهان               | لیگ برتر             | ۱۱   | ۳   | ۴          | ۰          | –         | –         | ۱۵    | ۳     |
| ۸۶–۱۳۸۵              | سپاهان               | لیگ برتر             | ۹    | ۱   | ۴          | ۰          | ۶         | ۱         | ۱۹    | ۲     |
| ۸۷–۱۳۸۶              | سپاهان               | لیگ برتر             | ۸    | ۱   | ۰          | ۰          | ۰         | ۰         | ۸     | ۱     |
| ۸۸–۱۳۸۷              | سپاهان               | لیگ برتر             | ۱۲   | ۴   | ۰          | ۰          | ۳         | ۰         | ۱۵    | ۴     |
| ۸۹–۱۳۸۸              | سپاهان               | لیگ برتر             | ۲۰   | ۰   | ۱          | ۰          | ۵         | ۰         | ۲۶    | ۰     |
| ۹۰–۱۳۸۹              | سپاهان               | لیگ برتر             | ۲۵   | ۳   | ۲          | ۰          | ۷         | ۱         | ۳۴    | ۴     |
| ۹۱–۱۳۹۰              | سپاهان               | لیگ برتر             | ۳۳   | ۲   | ۱          | ۰          | ۶         | ۰         | ۴۱    | ۱     |
| ۹۲–۱۳۹۱              | سپاهان               | لیگ برتر             | ۲۹   | ۸   | ۵          | ۰          | ۵         | ۰         | ۳۹    | ۸     |
| ۹۳–۱۳۹۲              | سپاهان               | لیگ برتر             | ۵    | ۱   | ۰          | ۰          | ۴         | ۰         | ۹     | ۱     |
| ۹۴–۱۳۹۳              | سپاهان               | لیگ برتر             | ۱۱   | ۱   | ۱          | ۰          | ۰         | ۰         | ۱۲    | ۱     |
| ۹۵–۱۳۹۴              | سپاهان               | لیگ برتر             | ۱۲   | ۰   | ۲          | ۰          | ۱         | ۰         | ۱۵    | ۰     |
| ۹۶–۱۳۹۵              | سپاهان               | لیگ برتر             | ۴    | ۰   | ۱          | ۰          | ۰         | ۰         | ۵     | ۰     |
| مجموع                | ایران                | ایران                | ۲۸۵  | ۴۲  | ۲۱         | ۰          | ۴۲        | ۲         | ۳۴۸   | ۴۴    |
| مجموع                | آلمان                | آلمان                | ۱۰   | ۰   | ۲          | ۰          | ۰         | ۰         | ۱۲    | ۰     |
| مجموع عملکرد باشگاهی | مجموع عملکرد باشگاهی | مجموع عملکرد باشگاهی | ۲۹۵  | ۴۲  | ۲۳         | ۰          | ۴۲        | ۲         | ۳۶۰   | ۴۴    |

## تیم ملی ایران
نویدکیا به دلیل وضعیت جسمی و مشکل مصدومیتش نتوانست همچون عملکرد باشگاهی‌اش در تیم‌ملی بدرخشد. اما در همان مدت کوتاه، حضور در جام جهانی ۲۰۰۶ آلمان و قهرمانی با تیم ملی امید در بازی‌های آسیایی را تجربه کرد.
او اولین بازی خود در تیم ملی بزرگسالان ایران را مقابل اردن در تاریخ ۸ شهریور ۱۳۸۱ و در مسابقات غرب آسیا ۲۰۰۲ به انجام رساند.
وی یک گل ملی در بازی مقابل تیم کره شمالی در کارنامهٔ خود دارد.
کارلوس کی‌روش او را در سال ۱۳۹۰ به تیم ملی دعوت کرد اما نویدکیا با توجه به وضعیت جسمانی و آسیب‌پذیری‌اش از حضور در تیم ملی عذرخواهی کرد و طی نامه‌ای برای سرمربی تیم ملی و با توضیح شرایط خاص‌اش نوشت: «در چند سال اخیر بابت آسیب دیدگی‌های فراوان، جراحی‌های زیادی را انجام داده‌ام؛ لذا نظر به اینکه بازیکنی که به اردوی تیم ملی دعوت می‌شود باید با تمام وجود و در صحت و سلامتی کامل در خدمت آن تیم باشد و این‌جانب به جهت پزشکی و شرایط جسمی‌ام امکان حضور در تمرینات پرفشار را ندارم، لذا یک‌بار دیگر ضمن تشکر از آن مجموعه محترم و شخص جناب آقای کی‌روش سرمربی محترم تیم ملی، مراتب عذرخواهی خودم را از حضور در تیم ملی اعلام و صمیمانه از تمام وجودم آرزوی موفقیت و پیروزی برای تیم ملی کشورم را دارم».

## گل‌های ملی
| # | تاریخ         | محل برگزاری                      | حریف      | نتیجه | رقابت                        |
| - | ------------- | -------------------------------- | --------- | ----- | ---------------------------- |
| ۱ | ۲۷ اکتبر ۲۰۰۳ | ورزشگاه کیم ایل سونگ، پیونگ یانگ | کرهٔ شمالی | ۱–۳   | مقدماتی جام ملت‌های آسیا ۲۰۰۴ |

## مصدومیت
در بازی تیم ملی امید ایران مقابل کره جنوبی قبل از اینکه مصدومیت اصلی نویدکیا به‌وجود بیاید، او در مقابل دروازه با آرش برهانی و دروازه‌بان کره جنوبی برخورد کرد و از ناحیه زانو مصدوم شد. پس از خروج از زمین با اینکه از مشکل خود برای پزشکان تیم ملی گفته بود و با وجود درد زانو با نظر پزشک تیم ملی به زمین بازگشت. در طول بازی برای اینکه به زانوی مصدومش فشار وارد نشود با پای چپ روی بازیکن تیم کره جنوبی تکل رفت که پس از برخورد با او روی زانوی مصدوم خود افتاد و در اثر آن رباط صلیبی وی پاره شد و منیسک خارجی او نیز از دو قسمت پاره شد و از آن روز با مشکلات زیادی در ناحیه زانو روبه‌رو شد. او تاکنون چهار بار زانوی چپ خود را جراحی کرده‌است. یک‌بار برای رباط صلیبی و دو بار برای منیسک و یک‌بار غضروف آن را تراشیده‌است.

## سرمربی‌گری
پس از گمانه‌زنی‌های فراوان رسانه‌ها و شایعاتی مبنی بر حضور نویدکیا در سپاهان، سرانجام در تاریخ ۱۶ شهریور ماه ۱۳۹۹ طی جلسه‌ای در دفتر مدیرعامل سپاهان محمدرضا ساکت و با حضور اعضای هیئت مدیرهٔ باشگاه سپاهان؛ محرم نویدکیا به مدت ۳ فصل هدایت طلایی پوشان را برعهده گرفت.
نویدکیا پیش‌تر در مقطع کوتاهی به صورت موقت، سرمربی-بازیکن سپاهان بود. او توانست در اولین فصل مربیگری خود به مقام نایب قهرمانی لیگ برتر فوتبال ایران دست یابد. نویدکیا تا پایان فصل ۱۴۰۱–۱۴۰۰ سرمربی تیم سپاهان بود و پس از آن ژوزه مورایس جانشین او شد. او در بهمن ماه ۱۴۰۲ سرمربی تیم فوتبال مس رفسنجان شد.

## افتخارات و جوایز

### بازیکن
باشگاهی
- لیگ برتر
- قهرمانی در لیگ برتر فوتبال ایران ۸۲-۱۳۸۱ به همراه تیم سپاهان اصفهان
- قهرمانی در لیگ برتر فوتبال ایران ۸۹-۱۳۸۸ به همراه تیم سپاهان اصفهان
- قهرمانی در لیگ برتر فوتبال ایران ۹۰-۱۳۸۹ به همراه تیم سپاهان اصفهان
- قهرمانی در لیگ برتر فوتبال ایران ۹۱-۱۳۹۰ به همراه تیم سپاهان اصفهان
- قهرمانی در لیگ برتر فوتبال ایران ۹۴-۱۳۹۳ به همراه تیم سپاهان اصفهان
- نایب قهرمانی در لیگ برتر فوتبال ایران ۸۷-۱۳۸۶ به همراه تیم سپاهان اصفهان
- جام حذفی
- قهرمانی در جام حذفی فوتبال ایران ۸۳-۱۳۸۲ به همراه تیم سپاهان اصفهان
- قهرمانی در جام حذفی فوتبال ایران ۸۵-۱۳۸۴ به همراه تیم سپاهان اصفهان
- قهرمانی در جام حذفی فوتبال ایران ۸۶-۱۳۸۵ به همراه تیم سپاهان اصفهان
- قهرمانی در جام حذفی فوتبال ایران ۹۲-۱۳۹۱ به همراه تیم سپاهان اصفهان
- لیگ قهرمانان آسیا
- نایب قهرمانی در لیگ قهرمانان آسیا ۲۰۰۷ به همراه تیم سپاهان اصفهان

ملی
- بازی‌های آسیایی
- مدال طلای بازی‌های آسیایی ۲۰۰۲ به همراه تیم ملی فوتبال امید ایران
- قهرمانی فوتبال غرب آسیا
- سومی در مسابقات فوتبال غرب آسیا ۲۰۰۲ به همراه تیم ملی فوتبال ایران

فردی
- برترین‌های فوتبال ایران
- بازیکن سال فوتبال ایران ۸۲–۱۳۸۱ در تیم سپاهان اصفهان
- بازیکن سال فوتبال ایران ۹۲–۱۳۹۱ در تیم سپاهان اصفهان

### مربیگری
- نایب قهرمانی در لیگ برتر فوتبال ایران ۱۴۰۰–۱۳۹۹ به همراه تیم سپاهان اصفهان
- نایب قهرمانی در جام حذفی فوتبال ایران ۰۳_۱۴۰۲ به همراه تیم فوتبال مس رفسنجان